# 鄒逢吉
鄒逢吉（1603年—1644年），字五從，號夔石，江西九江府湖口縣人，明朝政治人物。

## 生平
天啟四年（1624年）甲子科江西鄉試第九名舉人，崇禎十年（1637年）中式丁丑科會試第二百四名，三甲第三十八名進士。通政司觀政，授武昌縣知縣，十六年（1643年）調臨淄縣知縣，十七年（1644年）升兵科給事中，赴京途中得悉甲申之變，痛哭打算赴死，被李自成軍捕獲，飲毒酒自盡，贈太僕寺少卿。

## 家族
曾祖鄒國賢，贈文林郎；祖父鄒銘，萬曆四年舉人，蘇州府同知；父鄒近魯，廩例太學生。